# Карфагеника

Римские провинции на Пиренейском полуострове после реформы Диоклетиана

Карфаге́нская Испа́ния (лат. Hispania Carthaginiensis), или Карфаге́ника (лат. Carthaginiensis) — римская провинция на Пиренейском полуострове.
Карфагеника была образована Диоклетианом в 283—289 годы в рамках административной реформы. Диоклетиан разделил Тарраконскую Испанию, которая возникла на месте провинции Ближняя Испания и Галисии, на три провинции:
- новая Тарраконика со столицей Тарракон, которая включала в себя лишь северо-восточную часть Тарраконской Испании,
- Галлеция (современная Галисия и западная Астурия, возможно также восточная Астурия и Кантабрия),
- Карфагеника со столицей в Новом Карфагене (Картахена).

Карфагеника включала в себя юг бывшей Ближней Испании и Балеарские острова. Северная граница проходила севернее городов Сегобрига, Сегонтия (Сигуэнса), Уксама (Осма), Клуния (Коруния-дель-Конде) и Палантия (Паленсия). Границу с Галлецией образовывала река Эсла. Административное деление осталось неизменным до конца римского правления в V веке, лишь в конце IV века Балеары стали отдельной провинцией.